# The Prom – A végzős bál
A The Prom – A végzős bál 2020-ban bemutatott musical, rendezője Ryan Murphy. A film főszereplői Meryl Streep, Nicole Kidman, James Corden valamint a színészként debütáló Jo Ellen Pellman. A film színdarab-adaptáció, mely dalírói Matthew Sklar és Chad Beguelin.
2020. december 4-én mutatták be az Egyesült Államokban korlátozott számú moziban, majd világszerte, így Magyarországon is, a Netflixen jelent meg december 11‑én. A 2018-as Broadway-musical alapján készült.

## Cselekmény
(forrás)
A Tony‑díj‑nyertes színész Dee Dee Allen és Barry Glickman új musicalje a Brodwayn elbukik, ezért kitalálják, hogy más módon kell publicitáshoz jutniuk.  Ekkor ismerik meg Emma Nolan történetét, aki nem mehet a szalagavató bankettjére a barátnőjével. Emma iskolájában a szülői tanács azt szavazta meg, hogy az iskolai bankettre homoszexuális párok nem érkezhetnek, és később teljesen eltörölték a bankettet. A színészek úgy döntenek, hogy ők ráveszik az iskolát, hogy Emma elvihesse a bankettre a barátnőjét, és egyetértenek abban, hogy ez az ügy elég publicitást fog hozni nekik ahhoz, hogy a karrierjük ismét beindulhasson. A csapathoz csatlakozik Angie Dickinson, szintén színész, aki éppen kilépett a színdarabból, amiben évek óta játszott és Trent Oliver, színész, akinek éppen nincs munkája. A négyes így indul el New Yorkból Indiana állam egy kisvárosába. Mire megérkeznek, éppen az iskola igazgatója, Tom Hawkins által szervezett megbeszélés folyik, ahol az igazgató egy inkluzív bankettért lobbizik. A színészek előadnak egy komplett Broadway‑számot, amivel teljesen megbotránkoztatják a szülői tanács vezetőjét, Mrs. Greene‑t és csak hátráltatják Emmát és Hawkins igazgatót céljuk elérésében. Az szám után Hawkins elmondja Dee Dee‑nek, hogy mekkora rajongója a musicaljeinek. Később elmennek egy étterembe. Kiderül, hogy az indiana‑i legfelsőbb bíróság arra kötelezi az iskolát, hogy olyan bankettet tartsanak, amire bárki bárkit hozhat párjukként. Miután az iskolában kiderül, hogy mégis lesz bankett, elkezdődik a bálpartnerkérő nap (promposal day). Miután a fiúk meghívják a lányokat a bálba, Emma és barátnője, Alyssa együtt ünneplik, hogy végre nem kell majd bujkálniuk. Meglesik azonban őket Kaylee és Shelby, akik nem akarnak inkluzív bankettet. Fény derül tényre, hogy szülei kidobták Emmát otthonról, amikor kiderült, hogy meleg. Barry felajánlja, hogy segít felkészülni Emmának felkészülni a bálra. Amikor megérkeznek, döbbenten látják hogy a feldíszített teremben nincs senki. Miután Kaylee és Shelby meglátták Emmát és Alyssát együtt, azonnal szóltak Alyssa anyjának, Mrs. Greene‑nek, aki gondoskodott róla, hogy Emma kapjon egy bankettet csak magának. Mindenki más egy másik helyen gyűlt össze. Emma felhívja Alyssát, hogy vigasztalja meg, de Alyssa a szigorú anyjára hivatkozva nem jön, és így Emmának egyedül kell megbirkóznia a ténnyel, hogy nem mehetett a bálra. Ezután Dee Dee véletlenül elárulja Hawkins igazgatónak, hogy nem azért jöttek a színészcsapattal, hogy segítsenek, hanem hogy a visszaállítsák a köz bizalmát bennük az elbukott musicaljük után. Angie megvigasztalja Emmát, és a segítségével eldönti, hogy tesz valamit az ügye érdekében. Eközben Trent úgy gondolja, meg tudja győzni a gimnazistákat, hogy Emma pont ugyanolyan ember, mint ők maguk, és végül sikerül is neki, és a diákok végül úgy döntenek, hogy elfogadják Emmát. Alyssa és Emma találkozik, Alyssa bocsánatot kér, hogy nem jött oda Emmához amikor egyedül volt a bálteremben. Elmagyarázza a nyomást amit anyja helyez rá, és hogy még nem kész arra, hogy bevallja neki, hogy meleg. Emma nem tud megbocsátani, ezért szakítanak. Emma, a színészek és Hawkins igazgató úgy döntenek, hogy ők szerveznek agy saját bankettet, amire mindenki jöhet. Mivel Barry nem volt még szalagavató banketten, Emma meghívja, hogy legyen a párja. Emma készít egy videót amiben a küszködéseiről beszél és amivel inspirálja az LMBT közösség fiatal tagjait, akiket szintén nem fogadtak el. Ahhoz, hogy létrejöhessen az inkluzív bankett, mind a négy színésznek pénzt kell adományoznia. A szülői tanács roppant dühös, hogy az igazgató és a New York‑i színészek egy új bankettet szerveznek, de a diákok ezúttal Emma oldalára állnak, miután Trent meggyőzte őket és így végül létrejöhet az inkluzív szalagavató bankett. A bankettre több tucat meleg pár érkezik a közeli városokból és végül Emma és Alyssa is kibékül.

## Szereplők
| Szerep          | Színész            | Magyar hang        |
| --------------- | ------------------ | ------------------ |
| Dee Dee Allen   | Meryl Streep       | Ráckevei Anna      |
| Emma Nolan      | Jo Ellen Pellman   | Földes Eszter      |
| Barry Glickman  | James Corden       | Elek Ferenc        |
| Angie Dickinson | Nicole Kidman      | Pápai Erika        |
| Tom Hawkins     | Keegan-Michael Key | Nagy Ervin         |
| Trent Oliver    | Andrew Rannells    | Markovics Tamás    |
| Alyssa Greene   | Ariana DeBose      | Mikecz Estilla     |
| Mrs. Greene     | Kerry Washington   | Peller Mariann     |
| Bea Nagyi       | Mary Kay Place     | Menszátor Magdolna |
| Sheldon         | Kevin Chamberlin   | Faragó András      |
| Vera            | Tracey Ullman      | Vándor Éva         |

## A film készítése
A film eredetileg egy színdarab volt, ami 2016-ban debütált a színházban, valamint később, 2018-ban a Broadwayn. Amikor a rendező, Ryan Murphy először látta a musicalt, úgy irta le, mint az egyik leginspirálóbb és legkülönlegesebb darab, amit valaha látott. Miután megnézte a musicalt, Murphy úgy döntött, filmet készít belőle. 2019 júniusában jelentették be Meryl Streep, James Corden, Andrew Rannells és Nicole Kidman főszereplését a filmben. A film Murphy és a Netflix többéves üzletalkujának részeként jött létre, az alku részeként több filmsorozat született már meg. A film forgatása 2019 decemberében kezdődött, de 2020 márciusában leállt a COVID-19 pandémia miatt. Egy sajtókonferencián Meryl Streep megjegyezte, kihívást jelentett a számára, hogy neki volt a legtöbb táncos jelenete, annak ellenére, hogy ő a legidősebb színész a filmben.  A rendező szeptemberben jelentette be a film premierdátumát, a képen a főszereplők neveivel.

## Fogadtatás
A The Prom – A végzős bál az Egyesült Államokban limitált számú mozikban volt látható 2020. december 4-től. Egy héttel később, december 11-én jelent meg a Netflixen. A film vegyes kritikákat kapott mind a nézőktől, mind a kritikusoktól. A New York Times kritikusa, Manohla Dargis megjegyezte, hogy míg az eredeti Broadway-show elbűvölő lehetett, a Ryan Murphy rendezésében ez a báj nem jött át. Hozzátette, hogy az eltúlzott szarkazmus ellenére egyértelmű és őszinte a film toleranciáról szóló üzenete. Dargis azt is kiemeli, hogy a dalszövegek olyannyira vezetik a cselekményt, hogy szinte nincs is szükség dialógusra. A Polygon kritikusa, Roxana Hadadi a film 133 perces hosszát nevetségesnek tartja. Élvezetesnek és profinak találja azonban a filmben található énekelőadásokat. A film egyes részeit, mint például a Hadadi által felszínesnek tartott klisés happy end-et elfogadhatónak tartja, ha az alkotásra fantasyként tekintünk. A maximális 100 százalékból 58-ra értékeli a filmet. Aja Romano, a Vox kritikusa már az elején kiemeli, hogy a film nem fogja megoldani a kisvárosi előítéletességet, de ez nem fogja eltántorítani a próbálkozástól. A kritikus összehasonlítja a filmet a színdarabbal és hozzáteszi, hogy a darab sikere miatt nehéz lenne a filmnek felérnie hozzá. Romano leírja saját pozitív élményeit, a nyíltan homoszexuálisan élésről Indianában és megkérdőjelezi a film folyamatos kritikáját az állam felé. A kritikus többször megjegyzi, a film tudja magáról, hogy egy kikapcsolódós film és egyszerűen csak megpróbál elrepíteni egy másik világba. Az IMDb-n a film 6,0 pontot kapott a tízből, 19 ezer felhasználó voksa alapján. A Rotten Tomatoes weboldalon a kritikusok véleményének átlaga 56 százalék, míg 1000 felhasználó értékelésének átlaga 65 százalék lett. A Metacritic weboldalon a felhasználók értékelése alapján tízből 6.8 pontot kapott a film, azaz általában véve dicsérő értékeléseket kapott. A kritikusok véleményeinek átlaga 55 lett a százból, ami vegyes vagy átlagos kritikákat jelent.

## A zenei album
A film zenei albuma 2020. december 4-én jelent meg digitális formában, többek között a Spotifyon és az Apple Musicon, a mozis megjelenés napján. Az album CD-n 2020. december 18-án jelent meg.

### Számlista
Az összes szám szerzője Matthew Sklar és Chad Beguelin, leszámítva az utolsó két dalt, amelyek a stáblista alatt hallhatóak.. 
| 1.      | Changing Lives                   |                                                     | Meryl Streep James Corden Együttes | 3:10 |
| 2.      | Changing Lives (Reprise)         |                                                     | Meryl Streep James Corden Nicole Kidman Andrew Rannells                                                                                              | 1:54 |
| 3.      | Just Breathe                     |                                                     | Jo Ellen Pellman | 2:55 |
| 4.      | It's Not About Me                |                                                     | Meryl Streep Együttes | 4:00 |
| 5.      | Dance With You                   |                                                     | Jo Ellen Pellman Ariana DeBose | 2:35 |
| 6.      | Acceptance Song                  |                                                     | Andrew Rannels Meryl Streep James Corden Nicole Kidman Együttes                                                                                      | 3:23 |
| 7.      | You Happened                     |                                                     | Jo Ellen Pellman Ariana DeBose Nathaniel J. Potvin Nico Greetham Együttes                                                                            | 3:12 |
| 8.      | We Look To You                   |                                                     | Keegan-Michael Key | 2:49 |
| 9.      | Tonight Belongs To You           |                                                     | Jo Ellen Pellman James Corden Kerry Washington Logan Riley Sofia Deler Együttes                                                                      | 5:26 |
| 10.     | Tonight Belongs To You (Reprise) |                                                     | Jo Ellen Pellman | 0:43 |
| 11.     | Zazz                             |                                                     | Jo Ellen Pellman Nicole Kidman | 3:43 |
| 12.     | The Lady's Improving             |                                                     | Meryl Streep | 2:40 |
| 13.     | Alyssa Greene                    |                                                     | Ariana DeBose | 2:20 |
| 14.     | Love Thy Neighbor                |                                                     | Andrew Rannells Nathaniel J. Potvin Nico Greetham Logan Riley Sofia Deler                                                                            | 4:31 |
| 15.     | Barry is Going To Prom           |                                                     | James Corden | 2:35 |
| 16.     | Unruly Heart                     |                                                     | Jo Ellen Pellman Együttes | 3:59 |
| 17.     | It's Time To Dance               |                                                     | Jo Ellen Pellman Ariana DeBose Meryl Streep James Corden Andrew Rannells Nicole Kidman Kevin Chamberlin Keegan-Michael Key Kerry Washington Együttes | 5:05 |
| 18.     | Wear Your Crown                  | Adam Anders Peer Astrom Matthew Sklar Chad Beguelin | Meryl Streep Ariana DeBose Jo Ellen Pellman Kerry Washington Nicole Kidman                                                                           | 3:05 |
| 19.     | Simply Love                      | Matthew Sklar Chad Beguelin Adam Anders             | James Corden | 2:51 |
| 1:00:14 |                                  |                                                     | |      |

## Érdekességek
- A rendező, Ryan Murphy, a főszerepeket szándékosan híres színészeknek adta, annak ellenére, hogy az eredeti Broadway-musical pont arra ügyelt, hogy még nem befutott színészeket válogasson.[26]
- A film koreografusa, Casey Nicholaw az eredeti színdarabot mind koreografálta, mind rendezte.[27]
- Alyssa karakterét eredetileg Ariana Grande énekesnő formálta volna meg, végül ütemezési problémák miatt lépett ki a projektből.[28]
- A film egyik jelenetében Barry (James Corden) azon sopánkodik, hogy ő még nem nyert Tony-díjat. A valóságban a színészek közül csak James Corden nyert Tony-díjat.[26]

## Díjak és jelölések
| Díj                                 | Kategória           | Jelölt                                                    | Eredmény |
| ----------------------------------- | ------------------- | --------------------------------------------------------- | -------- |
| Heartland Film                      | Megindító film      | Ryan Murphy & Netflix                                     | Elnyerte |
| Hollywood Critics Association       | Kitörő csillag      | Jo Ellen Pellman                                          | Elnyerte |
| Sunset Film Circle Awards           | Áttörő díj          | Jo Ellen Pellman                                          | Jelölve  |
| Sunset Film Circle Awards           | A legjobb együttes  | A film                                                    | Jelölve  |
| Denver Film Critics Society         | Legjobb eredeti dal | Adam Anders, Peer Astrom, Matthew Sklar és Chad Beguelin  | Jelölve  |
| Hawaii Film Critics Society         | Legjobb dal         | Diane Warren, Peer Astrom, Matthew Sklar és Chad Beguelin | Jelölve  |
| Houston Film Critics Society Awards | Legjobb eredeti dal | Adam Anders, Peer Astrom, Matthew Sklar és Chad Beguelin  | Jelölve  |